# Cosworth
Cosworth er en engelsk bilmotorfabrik, der blev grundlagt i 1958 i London. Fabrikken har specialiseret sig i at konstruere motorer til motorsport og har blandt andet leveret motorer til Formel 1 (indtil 2006) og igen fra 2010, VM i rally og VM i motorcykelløb. Fabrikken ligger nu i Northampton med en afdeling i Torrance i Californien.
Udover til motorsport leverer fabrikken også motorer til almindelige biler, typisk når topudgaven af en model skal have en ekstraordinær motor. Cosworth har især arbejdet sammen med Ford, og der findes mange modeller af dette mærke, der kan eller har kunnet leveres med Cosworth-motor, heriblandt Ford Scorpio, Ford Escort og Ford Sierra.